# Heser
Genre
Heser est un genre d'araignées aranéomorphes de la famille des Gnaphosidae.

## Distribution
Les espèces de ce genre se rencontrent au Moyen-Orient, en Europe du Sud, dans le Nord de l'Afrique, en Asie centrale, en Amérique du Nord et en Asie du Sud.

## Liste des espèces
Selon World Spider Catalog (version 25.0, 05/02/2024) :
- Heser aradensis (Levy, 1998)
- Heser bernardi (Marinaro, 1968)
- Heser bonneti (Marinaro, 1968)
- Heser hierosolymitanus (Levy, 1998)
- Heser hispanus Senglet, 2012
- Heser malefactor Tuneva, 2004
- Heser nilicola (O. Pickard-Cambridge, 1874)
- Heser schmitzi (Kulczyński, 1899)
- Heser stoevi Deltshev, 2016
- Heser vijayanagara Bosselaers, 2010

## Publication originale
- Tuneva, 2004 : « A contribution on the gnaphosid spider fauna (Araneae: Gnaphosidae) of east Kazakhstan. » European Arachnology 2003 (Proceedings of the 21st European Colloquium of Arachnology, St.-Petersburg, 4-9 August 2003). Arthropoda Selecta, Special Issue, vol. 1, p. 319-332 (texte intégral).